# District de Shimla

Le District de Shimla  (hindi : ज़िला शिमला) est un district de l'état de l'Himachal Pradesh en Inde.

## Géographie
Sa population de 814 010 habitants (en 2011) pour une superficie de 5 131 km2.